# Karl-Heinz Feldkamp
Karl-Heinz Feldkamp (Essen, 2 juni 1934) is een Duits oud-voetballer en -voetbalcoach
Feldkamp is slechts twee jaren actief voetballer geweest in de Regionalliga West, de derde hoogste voetbalklasse in Duitsland. Hij kwam in deze klasse uit voor Rot-Weiß Oberhausen, een club die tussen de 2e en 4e voetbalklasse speelt.
Als trainer was Feldkamp succesvoller. Nadat hij in 1973 begon als trainer bij SG Wattenscheid 09, een club uit Bochum die destijds in de 2. Bundesliga uitkwam, maakt hij furore als trainer door met verschillende teams te promoveren. Hierdoor kon hij aanbiedingen krijgen bij clubs als Borussia Dortmund en Kaiserslautern en Eintracht Frankfurt. In 1992 was Feldkamp werkzaam bij de Turkse club Galatasaray SK en in 1999 heel even bij Beşiktaş JK.
Sinds 1990 is Feldkamp ook werkzaam als copresentator bij de Duitse tv-zender ZDF, waar hij voornamelijk de wedstrijden van het Duitse nationale elftal becommentarieert.
Sinds eind mei 2007 is Feldkamp na een pauze van acht jaren weer terug in het trainersvak bij zijn oude club Galatasaray.
Feldkamp woont sinds 2000 in Turkije, in Bolu.
In april 2008 heeft hij ontslag genomen van zijn club Galatasaray SK omwille van meningsverschillen met Adnan Polat.